# Cúp quốc gia Scotland 1924–25
 Cúp quốc gia Scotland 1924–25 là mùa giải thứ 47 của giải đấu bóng đá loại trực tiếp uy tín nhất Scotland. Chức vô địch thuộc về Celtic, khi đánh bại Dundee trong trận Chung kết.

## Vòng Một
Các đội Non League được in nghiêng.
| Đội nhà                   | Tỉ số | Đội khách               |
| ------------------------- | ----- | ----------------------- |
| Albion Rovers             | 1 – 1 | Clyde                   |
| Armadale                  | 3 – 1 | Civil Service Strollers |
| Arthurlie                 | 3 – 1 | Cowdenbeath             |
| Ayr United                | 3 – 1 | St Johnstone            |
| Bathgate                  | 0 – 4 | Partick Thistle         |
| Broxburn United           | 3 – 2 | Nithsdale Wanderers     |
| Clydebank                 | 0 – 1 | Queen's Park            |
| Dundee FC                 | 5 – 0 | Johnstone               |
| Dundee United             | 5 – 1 | Aberdeen University     |
| Dunfermline Athletic      | 1 – 1 | Arbroath                |
| Dykehead                  | 1 – 0 | Forfar Athletic         |
| East Fife                 | 1 – 3 | Rangers                 |
| East Stirlingshire        | 4 – 0 | Inverness Clachnacuddin |
| Falkirk                   | 1 – 1 | Morton                  |
| FC Bo'ness                | 1 – 1 | Helensburgh             |
| Hamilton Academicals      | 5 – 2 | St Bernard's            |
| Heart of Midlothian       | 4 – 1 | Leith Athletic          |
| Hibernian                 | 0 – 2 | Aberdeen                |
| Kilmarnock                | 3 – 0 | Arbroath Athletic       |
| King's Park               | 0 – 4 | Airdireonians           |
| Loghgelly United          | 4 – 0 | Breadalbane             |
| Montrose                  | 6– 2  | Inverness Citadel       |
| Motherwell                | 6 – 3 | Galston                 |
| Newton Stewart            | 0 – 2 | Dumbarton               |
| Queen of the South        | 1 – 1 | Alloa Athletic          |
| Raith Rovers              | 3 – 0 | Clackmannan             |
| Royal Albert              | 9 – 1 | Stranraer               |
| Solway Star               | 4 – 2 | Stenhousemuir           |
| St Cutherbert's Wanderers | 0 – 0 | Peebles Rovers          |
| St Mirren                 | 3 – 1 | Peterhead               |
| Third Lanark              | 1 – 5 | Celtic                  |
| Vale of Leven             | 2 – 0 | Inverness Caledonian    |

| Đội nhà        | Tỉ số | Đội khách                 |
| -------------- | ----- | ------------------------- |
| Alloa Athletic | 2 – 0 | Queen of the South        |
| Arbroath       | 1 – 0 | Dunfermline Athletic      |
| Clyde          | 3 – 1 | Albion Rovers             |
| Helensburgh    | 0 – 0 | FC Bo'ness                |
| Morton         | 0 – 3 | Falkirk                   |
| Peebles Rovers | 5 – 0 | St Cutherbert's Wanderers |

| Đội nhà    | Tỉ số | Đội khách   |
| ---------- | ----- | ----------- |
| FC Bo'ness | 2 – 0 | Helensburgh |

## Vòng Hai
| Đội nhà              | Tỉ số | Đội khách           |
| -------------------- | ----- | ------------------- |
| Airdrieonians        | 4 – 0 | Queen's Park        |
| Arbroath             | 3 – 0 | Clyde               |
| Armadale             | 1 – 1 | Aberdeen            |
| Celtic               | 2 – 1 | Alloa Athletic      |
| Dundee               | 2 – 1 | Lochgelly United    |
| Dykehead             | 3 – 1 | Peebles Rovers      |
| Falkirk              | 2 – 0 | Dumbarton           |
| Hamilton Academicals | 4 – 0 | East Stirlingshire  |
| Kilmarnock           | 2 – 1 | Heart of Midlothian |
| Montrose             | 0 – 2 | Rangers             |
| Motherwell           | 2 – 0 | Arthurlie           |
| Partick Thistle      | 5 – 1 | Dundee United       |
| Raith Rovers         | 0 – 0 | F.C. Bo'ness        |
| Royal Albert         | 1 – 3 | Broxburn United     |
| St Mirren            | 1 – 0 | Ayr United          |
| Vale of Leven        | 2 – 2 | Solway Star         |

| Đội nhà      | Tỉ số | Đội khách     |
| ------------ | ----- | ------------- |
| Aberdeen     | 2 – 0 | Armadale      |
| F.C. Bo'ness | 1 – 3 | Raith Rovers  |
| Solway Star  | 3 – 3 | Vale of Leven |

| Đội nhà     | Tỉ số | Đội khách     |
| ----------- | ----- | ------------- |
| Solway Star | 2 – 1 | Vale of Leven |

## Vòng Ba
| Đội nhà              | Tỉ số | Đội khách       |
| -------------------- | ----- | --------------- |
| Aberdeen             | 0 – 0 | Motherwell      |
| Broxburn United      | 2 – 1 | Falkirk         |
| Celtic               | 2 – 0 | Solway Star     |
| Dundee               | 3 – 1 | Airdrieonians   |
| Hamilton Academicals | 1 – 0 | Raith Rovers    |
| Kilmarnock           | 5 – 0 | Dykehead        |
| Rangers              | 5 – 3 | Arbroath        |
| St Mirren            | 2 – 0 | Partick Thistle |

| Đội nhà    | Tỉ số | Đội khách |
| ---------- | ----- | --------- |
| Motherwell | 1 – 2 | Aberdeen  |

## Tứ kết
| Đội nhà    | Tỉ số | Đội khách            |
| ---------- | ----- | -------------------- |
| Aberdeen   | 0 – 2 | Hamilton Academicals |
| Dundee     | 1 – 0 | Broxburn United      |
| Kilmarnock | 1 – 2 | Rangers              |
| St Mirren  | 0 – 0 | Celtic               |

| Đội nhà | Tỉ số | Đội khách |
| ------- | ----- | --------- |
| Celtic  | 1 – 1 | St Mirren |

| Đội nhà | Tỉ số | Đội khách |
| ------- | ----- | --------- |
| Celtic  | 1 – 0 | St Mirren |

## Bán kết
| Celtic | v | Rangers |
| ------ | - | ------- |
|        |   |         |

| Dundee | v | Hamilton Academical |
| ------ | - | ------------------- |
|        |   |                     |

### Đá lại
| Dundee | v | Hamilton Academical |
| ------ | - | ------------------- |
|        |   |                     |

## Chung kết
| Celtic                        | v | Dundee      |
| ----------------------------- | - | ----------- |
| Patsy Gallacher Jimmy McGrory |   | Dave McLean |